# مثبط بروتياز (دواء)
مثبط البروتياز (بالإنجليزية: Protease inhibitor)‏ عموما يثبط بروتياز واحد أو عدة بروتيازات متجاورة، بالنسبة للتطبيقات الدوائية يمثل الفئة الثانية من العوامل المضادة للفيروسات القهقرية التي تم تطويرها إلى المرحلة السريرية (ابتداء ضد فيروس نقص المناعة البشرية و فيروس التهاب الكبد الفيروسي ج).
أول إذن لطرحها في الأسواق يعود لأواخر عام 1995 وكانت هذه نقطة تحول رئيسية في الإستراتيجيات العلاجية ضد فيروس نقص المناعة البشرية.